# Johan Schollin
Johan Schollin, född 8 november 1691 i Skeda församling, Östergötlands län, död 11 oktober 1762 i Styrstads församling, Östergötlands län, var en svensk präst.

## Biografi
Johan Schollin föddes 1691 i Skeda församling. Han var son till rusthållaren Håkan Jönsson och Kjerstin Finwedsdotter på Skullebo (Skålebo). Schollin studerade i Linköping och blev 1716 student vid Lunds universitet. Han prästvigdes 22 augusti 1722 och blev 1729 komminister i Styrstads församling. År 1746 blev han kyrkoherde i församlingen. Han avled 1762 i Styrstads församling och begravdes den 19 oktober samma år. 

### Familj
Schollin gifte sig 15 juni 1729 med Brita Christina Kjellander (1710–1795). Hon var dotter till komministern Arvid Johan Kjellander och Birgitta Treffenberg i Flistads församling. De fick tillsammans barnen bonden Arvid Johan Schollin (1730–1764), handlanden Isak Schollin (född 1733) i Norrköping, Brita Christina Schollin som var gift med kyrkoherden Nils Kjellén i Borgs församling, Anna Catharina Schollin (1738–1738), komministern Jacob Schollin i Ekeby församling, Maria Elisabeth Schollin (1743–1787) som var gift med kronolänsmannen Anders Lagerström, Anna Catharina Schollin (1746–1786) som var gift med kronolänsmannen Christopher Dandenelle i Valkebo härad, Ulrica Eleonora Schollin (född 1748) som var gift med snickaren Petter Lundberg i Söderköping, Abraham Schollin (1750–1750), Ingela Margareta Schollin (1751–1753) och Lovisa Rebecca Schollin (född 1754) som var gift med snörmakaren Samuel Henric Buchner i Norrköping.